# Giao thức truyền thông điệp
Thuật ngữ MPI là viết tắt của Message Passing Interface, chỉ một dạng giao thức kết nối của máy tính. Nó nằm trong chuẩn de facto cho kết nối giữa các nút chạy một chương trình song song trên bộ nhớ chia sẻ được phân phối. Tập MPI thi hành bao gồm một thư viện các thủ tục sao cho có thể gọi được từ các chương trình Fortran, C, C++ hay Ada. Lợi thế của MPI so với các thư viện cũ là nó vừa thuận tiện (vì MPI thực thi cho hầu hết các kiến trúc bộ nhớ phân phối) vừa nhanh (vì mỗi thủ tục được tối ưu hóa cho phần cứng mà nó đang chạy). Thường được so sánh với PVM và có thể kết hợp nó để tạo thành PVMMPI.

## Chương trình mẫu
Dưới đây là chương trình "Hello World" dùng MPI trong ngôn ngữ C. Chúng ta gửi thông điệp hello đến mỗi chip, chạy như bình thường, gửi kết quả trở lại chip chính, cuối cùng in ra.
```
 
/*

  Test of MPI

 */

 
#include
 
<mpi.h>

 
#include
 
<stdio.h>

 
#include
 
<string.h>

 

 
int
 
main
(
int
 
argc
,
 
char
 
*
argv
[])

 
{

   
char
 
idstr
[
32
];

   
char
 
buff
[
128
];

   
int
 
numprocs
;

   
int
 
myid
;

   
int
 
i
;

   
MPI_Status
 
stat
;
 

 

   
MPI_Init
(
&
argc
,
&
argv
);
 

   
MPI_Comm_size
(
MPI_COMM_WORLD
,
&
numprocs
);
 

   
MPI_Comm_rank
(
MPI_COMM_WORLD
,
&
myid
);
 

 

   
if
(
myid
 
==
 
0
)

   
{

     
printf
(
"We have %d processors
\n
"
,
 
numprocs
);

     
for
(
i
=
1
;
i
<
numprocs
;
i
++
)

     
{

       
sprintf
(
buff
,
 
"Hello %d! "
,
 
i
);

       
MPI_Send
(
buff
,
 
128
,
 
MPI_CHAR
,
 
i
,
 
0
,
 
MPI_COMM_WORLD
);

     
}

     
for
(
i
=
1
;
i
<
numprocs
;
i
++
)

     
{

       
MPI_Recv
(
buff
,
 
128
,
 
MPI_CHAR
,
 
i
,
 
0
,
 
MPI_COMM_WORLD
,
 
&
stat
);

       
printf
(
"%s
\n
"
,
 
buff
);

     
}

   
}

   
else

   
{

     
MPI_Recv
(
buff
,
 
128
,
 
MPI_CHAR
,
 
0
,
 
0
,
 
MPI_COMM_WORLD
,
 
&
stat
);

     
sprintf
(
idstr
,
 
"Processor %d "
,
 
myid
);

     
strcat
(
buff
,
 
idstr
);

     
strcat
(
buff
,
 
"reporting for duty
\n
"
);

     
MPI_Send
(
buff
,
 
128
,
 
MPI_CHAR
,
 
0
,
 
0
,
 
MPI_COMM_WORLD
);

   
}

 

   
MPI_Finalize
();

   
return
 
0
;

 
}

```